# Örarna, Larsmo
Örarna med Norrörarna är en ö i Finland. Den ligger i Bottenviken och i kommunen Larsmo i den ekonomiska regionen  Jakobstadsregionen i landskapet Österbotten, i den nordvästra delen av landet. Ön ligger omkring 85 kilometer nordöst om Vasa och omkring 420 kilometer norr om Helsingfors.
Öns area är 1,83 kvadratkilometer och dess största längd är 4 kilometer i nord-sydlig riktning.

## Sammansmälta delöar
- Örarna 63°45′45″N 22°33′11″Ö / 63.76255°N 22.55293°Ö
- Norrörarna 63°46′24″N 22°33′28″Ö / 63.77341°N 22.55787°Ö